# Benevello

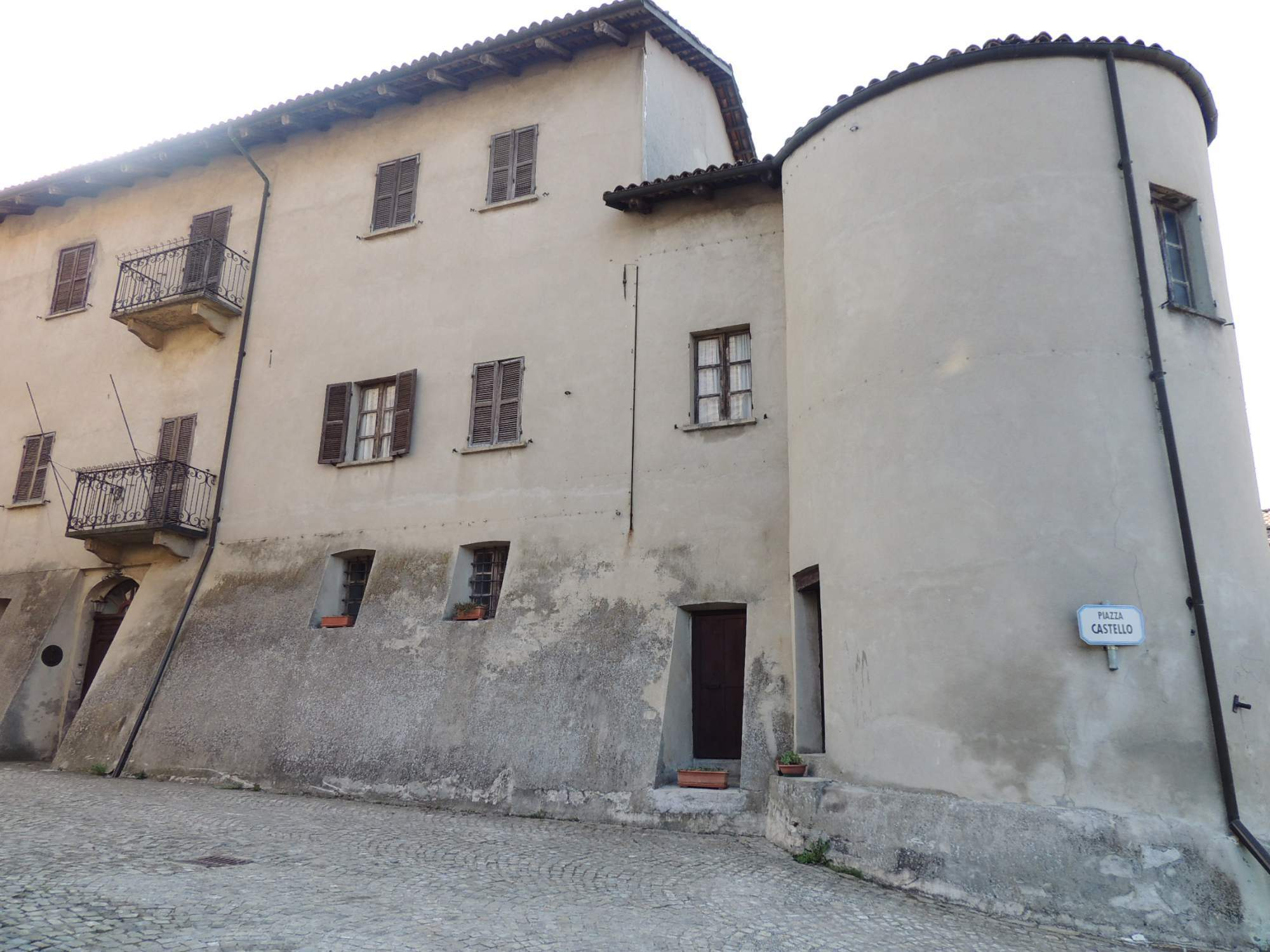
Hrad Benevello

Benevello (latinsky Benevellum) je obec v provincii Cuneo v italském regionu Piemont. Nachází se cca 60 kilometrů jižně od Turína a 50 kilometrů severně od Cunea. V roce 2004 zde žilo 451 a v roce 2010 již 461 stálých obyvatel.

## Hrad
Byl postaven ve 14. století bratry Simoninem a Pietrem jako pevnost na kopci. Postupem času měnil podobu, ztratil charakteristické vojenské vlastnosti a stal se venkovským sídlem šlechty. Roku 1881 jej pro sociální účely zakoupil blahoslavený František Faà di Bruno. V současnosti je hrad zapsán na seznam „Otevřených hradů“ jižního Piemontu.

## Osobnosti
- Blahoslavený František Faà di Bruno – italský kněz, matematik a zastánce chudých
- Služebník Boží Maggiorino Vigolungo – žák Jakuba Alberiona